# Atol Poivre
L'atol Poivre, integrat per les Illes Poivre, és un grup d'illes de Seychelles, situada al districte de les Illes Exteriors, a una distància de 268 km al sud de Victòria, capital de Seychelles.

## Història
Poivre va ser anomenada així el 1771 per Chevalier de la Biollière en honor de Pierre Poivre, el famós "Peter Pebre" governador de l'Isle de France i de la Réunion (llavors borbònica) de 1769 a 1772.
. Una de les illes va ser anomenada Illa Florentin pels bernats pescaires (Florentin era el nom crioll d'aquesta espècie), que feien els seus nius a l'illa.
El 2008 el canal per petits vaixells va ser ampliat. Per al 2017 estava prevista l'obertura d'un hotel de 30 habitacions dirigit per l'Island Development Company (IDC) i pel grup Collins. El 2017 el grup Collins pensava obrir també algunes viles residencials a l'illa.

## Geografia
L'atol Poivre és a prop de la vora oriental del Banc Amirante. Poivre Nord es va unir a Poivre Sud per 750 metres de calçada que creuen l'escull, calçada que està submergida amb la marea alta. La superfície total de l'escull és de 20,24 km². Hi ha quatre illots en els esculls (amb superfície):
1. Poivre Nord, 1.105 km², situat a 05° 44′ 48″ S, 53° 18′ 20″ E / 5.74667°S,53.30556°E
2. Poivre Sud, a 1,5 km², situat a 05° 46′ 18″ S, 53° 18′ 22″ E / 5.77167°S,53.30611°E, i amb dos addicionals petites projeccions:
  1. Florentin, de 0.163 km² situat a 05° 45′ 40″ S, 53° 18′ 07″ E / 5.76111°S,53.30194°E
  2. Moçambic, de 0,01 km² situat a 05° 45′ 48″ S, 53° 18′ 30″ E / 5.76333°S,53.30833°E

La gran i allargada llacuna entre les 4 illes és molt superficial i s'asseca durant la marea baixa.

## Dades demogràfiques
El poble se situa a la Punta East de l'illa Poivre Nord, enmig d'un agrupament d'arbres. En algunes fonts es fa referència a aquest poble com a Pointe Baleine. Les cases del poble allotgen un grapat de cuidadors i conservacionistes que custodien el valuós ecosistema i mantenir sense herba la pista d'aterratge, que no està pavimentada. Les ruïnes d'edificis a Poivre Nord pista amaguen un més grandiós passat i curiosament es troben al costat dels més moderns habitatges habitables.

## Administració
L'illa pertany al Districte de les Illes Exteriors. En ser una illa amb una petita població, no hi ha cap edifici del govern o serveis. Per eventuals serveis la gent ha d'anar a Victòria.

## Transport
L'illa de Poivre Nord és travessada per una pista sense asfaltar d'uns 1,100 metres (3,600 ft) que serveix d'aeròdrom. L'illa, a vegades, és atesa per un avió de Mahe de la Island Development Company (IDC).

## La Flora i la Fauna
L'illa és coneguda per la seva rica vida marina, i pels Bernats Pescadors a l'illa Florentin.

## Turisme
Hi ha diversos contractistes locals que ofereixen viatges de pesca a l'illa.

## Galeria d'imatges

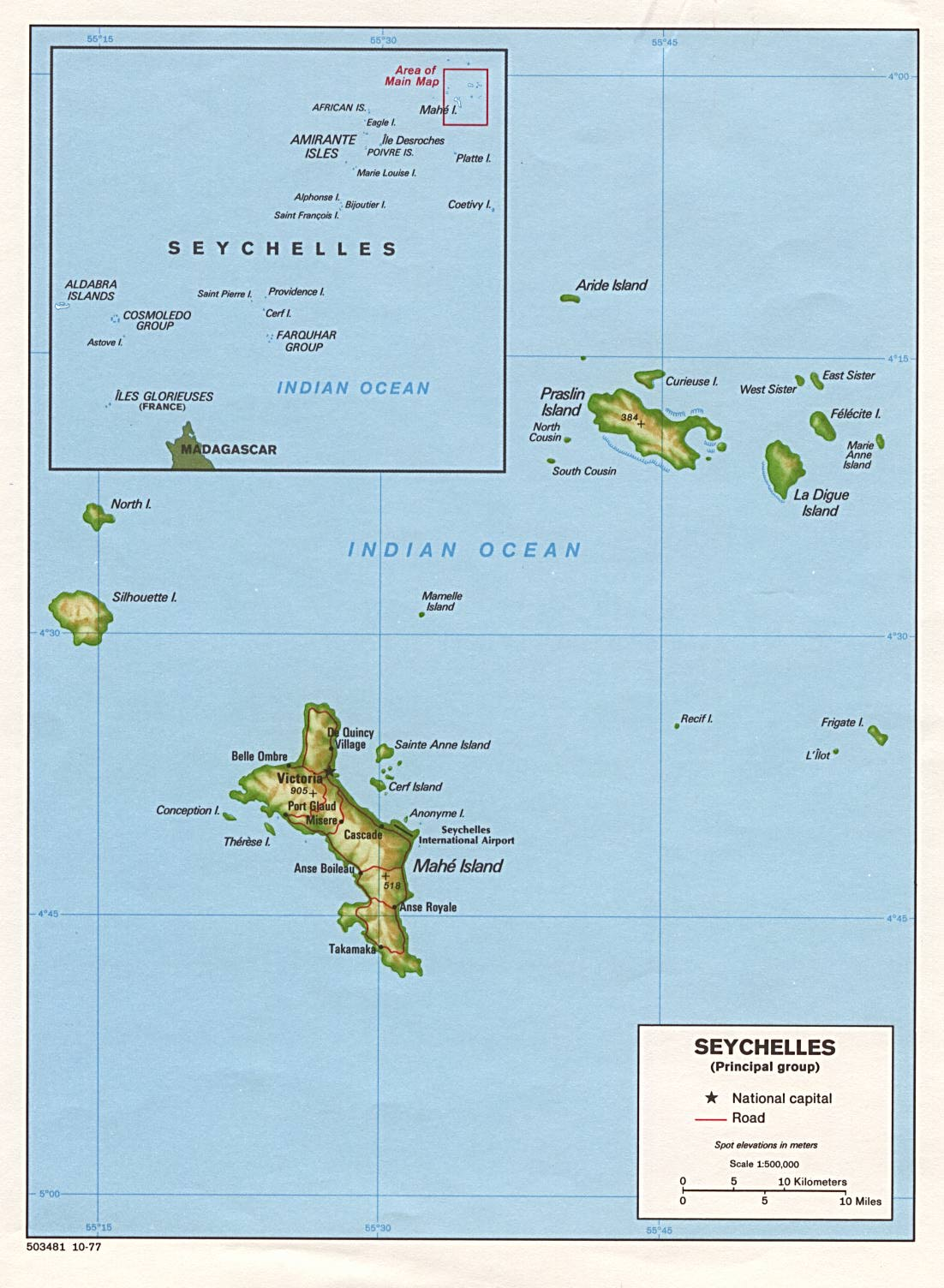
Mapa general
Mapa del Districte
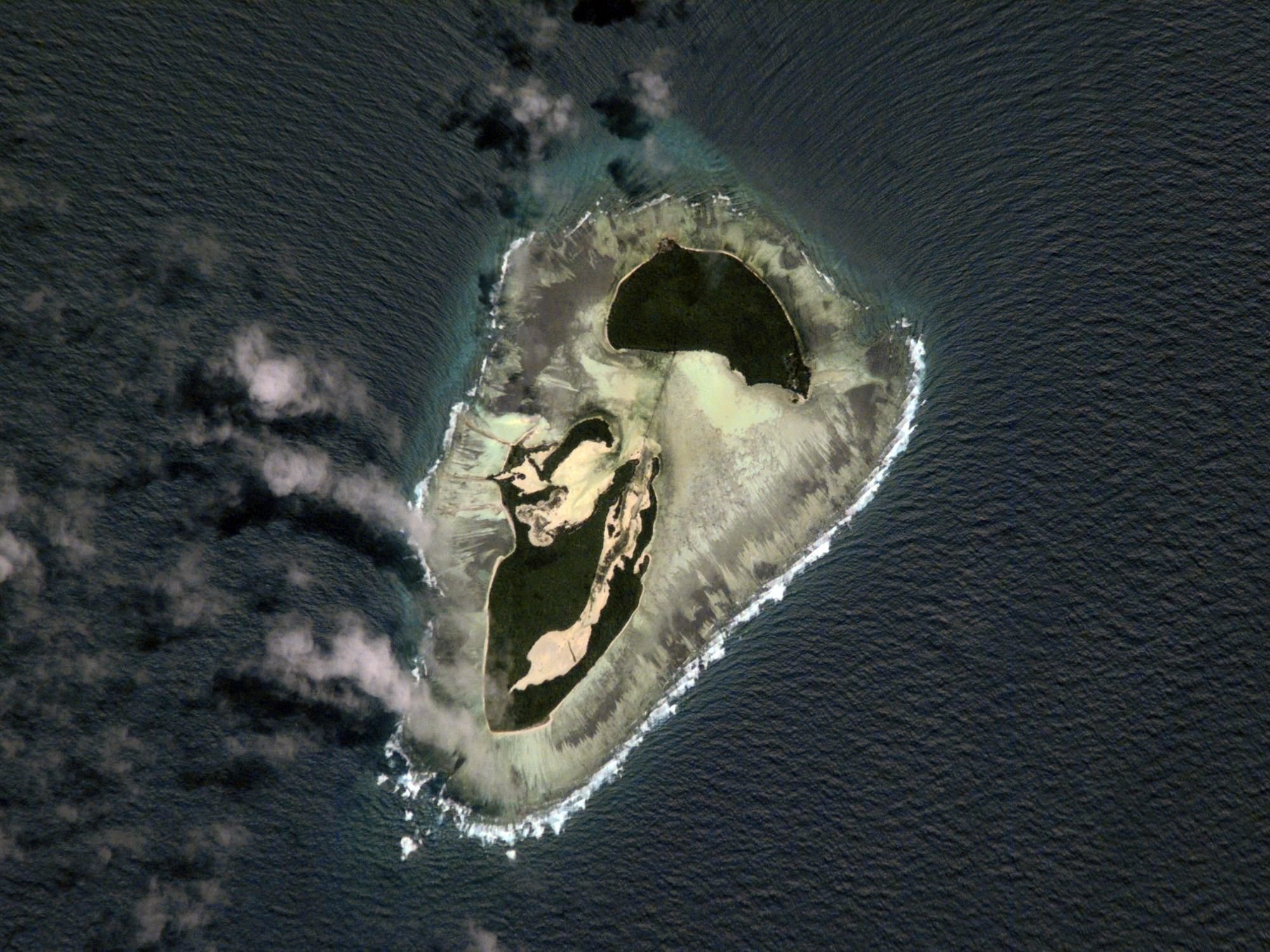
Imatge de satel·lit